# Józef Gutowski
Józef Gutowski (ur. 30 listopada 1942 w Wielodrożu) – polski polityk, rolnik, związkowiec, poseł na Sejm X i I kadencji (1989–1993).

## Życiorys
Z zawodu rolnik, uzyskał wykształcenie zasadnicze zawodowe. Od osiemnastego roku życia prowadził indywidualne gospodarstwo rolne. W 1980 zaangażował się w działalność Niezależnego Samorządnego Związku Zawodowego Rolników Indywidualnych „Solidarność” na terenie województwa ostrołęckiego. W tym okresie pełnił m.in. funkcję wiceprzewodniczącego zarządu wojewódzkiego tego związku. Po wprowadzeniu stanu wojennego współpracował z innymi działaczami związkowymi, zajmował się dystrybucją wydawnictw drugiego obiegu, a także uczestniczył w Duszpasterstwie Rolników Indywidualnych. Brał udział również w uroczystościach rocznicowych podpisania porozumień rzeszowsko-ustrzyckich w Rzeszowie. W 1988 podczas strajków sierpniowych dostarczał żywność dla strajkujących górników. Był również zaangażowany w działalność Komitetu Obywatelskiego „Solidarność” w Ostrołęce oraz współinicjatorem powołania Gminno-Miejskiej Rady Rolników „Solidarność” w Przasnyszu. Do 1982 należał do Zjednoczonego Stronnictwa Ludowego. Był sołtysem przez dwie kadencje, radnym gminnej i wojewódzkiej rady narodowej, a także członkiem i założycielem kółka rolniczego w rodzinnej wsi.
W 1989 uzyskał mandat na Sejm kontraktowy z ramienia Komitetu Obywatelskiego w okręgu ostrołęckim. Był członkiem Obywatelskiego Klubu Parlamentarnego, w trakcie kadencji pracował w Komisji Rolnictwa i Gospodarki Żywnościowej oraz w Komisji Zdrowia. W 1991 został posłem I kadencji, wybranym z listy Porozumienia Ludowego. Uczestniczył w pracach Komisji Mniejszości Narodowych i Etnicznych, Komisji Rolnictwa i Gospodarki Żywnościowej, Komisji Polityki Społecznej oraz Komisji Nadzwyczajnej do rozpatrzenia projektu ustawy o ochronie prawnej dziecka poczętego. Należał do Stronnictwa Ludowo-Chrześcijańskiego. W 1993 bez powodzenia ubiegał się o reelekcję z ramienia Katolickiego Komitetu Wyborczego „Ojczyzna”. W 2007 wszedł w skład władz krajowych Stronnictwa Ludowego „Ojcowizna”.

## Odznaczenia
- Krzyż Kawalerski Orderu Odrodzenia Polski (2016)[1]
- Krzyż Wolności i Solidarności (2016)[2]
- Brązowy Krzyż Zasługi (1978)[3]
- Złota Odznaka Zasłużony dla NSZZ RI „Solidarność” (2011)